# 奧蘭多環球影城度假村
奧蘭多環球影城度假村（Universal Orlando Resort，簡稱奧蘭多環球影城）是一座位於美國佛羅里達州奧蘭多的主題樂園度假村。影城由NBC環球與其合夥公司擁有。奧蘭多環球影城是美國環球主題樂園及度假村中最大的一座，由兩個主題樂園、一個水上樂園、一個商業娛樂綜合體以及眾多高級酒店、五星級餐飲和購物設施組成。

## 主題樂園與景點

### 佛羅里達環球影城
佛羅里達環球影城（Universal Studios Florida）為度假村里最初的主題樂園，於1990年6月7日開放，樂園由以電影業為基礎的主題區域和景點組成。2019年入場人數達1092萬。

### 環球冒險島樂園
冒險島樂園（Universal's Islands of Adventure）為度假村開放的第二個主題樂園，於1999年5月28日開業。它由八個不同的“島嶼”組成，以各種形式的冒險為主題。2019年入場人數達1037萬。

### 環球史詩宇宙
環球史詩宇宙（Epic Universe）為度假村最新的主題樂園，為康卡斯特環球公司在其主題樂園業務所做的最大一筆投資，已於2025年5月22日正式開幕。園區有哈利波特魔法世界、超級任天堂世界、馴龍高手世界等。

### 環球火山灣
環球火山灣（Universal's Volcano Bay）是一個占地27英畝的水上樂園，於2017年開放。

### 奧蘭多環球大道
奧蘭多環球大道（Universal CityWalk Orlando）為建於度假區入口處的商業娛樂綜合體，於1999年5月28日開業，包括商店、餐廳和娛樂場所等。連接着佛羅里達環球影城和環球冒險島樂園。

## 度假村
設有8家度假型住宿，依價格分為四種等階：

#### Premier
- 洛伊斯菲諾港飯店（Loews Portofino Bay Hotel）
- 奧蘭多HardRock飯店（Hard Rock Hotel Orlando）
- 洛伊斯皇家太平洋度假村（Loews Royal Pacific Resort）

#### Preferred
洛伊斯藍寶石瀑布度假村（Loews Sapphire Falls Resort）

#### Prime Value
環球冒險飯店（Universal's Aventura Hotel）
卡巴納灣海灘度假酒店（Universal's Cabana Bay Beach Resort）

#### Value
環球無盡夏日度假村–套房式衝浪會館（Universal's Endless Summer Resort — Surfside Inn and Suites）
環球無盡夏日度假村–套房式甲板會館（Universal's Endless Summer Resort — Dockside Inn and Suites）

## 資料來源
1. ↑  . Press Releases. Universal Orlando.   [2012-12-06]. （原始内容存档于2013-02-08）.
2. ↑  . InPark Magazine.   [2011-07-08]. （原始内容存档于2012-03-26）.
3. ↑  . 2022-05-08  [2022-07-17]. （原始内容存档于2022-09-15） （中文（臺灣））.

## 外部連結
- 官方網站 （页面存档备份，存于）